# Sonegação de papel ou objeto de valor probatório
Sonegação de papel ou objeto de valor probatório é um tipo criminal previsto no direito penal brasileiro, constitui crime contra a administração da justiça. Incorre nesta conduta delituosa advogado ou procurador na ocultação ou subtração de elementos de provas já constituídas nos autos judiciais ou de documentos e objetos destinados a prova, ou se devolvido danificado a ponto de perderem o valor probatória. Admite-se “a tentativa” de crime, quando se trata de inutilização, entretanto para a sonegação, não é admitida “a tentativa”. Não há necessidade do prejudicado promover ação, pois a ação é pública incondicionada. Contitui ilícito se papeis de valor a constituírem meios de prova não forem devolvidos após uma solicitação formal    

## Descrição no Código Penal
CRIMES CONTRA A ADMINISTRAÇÃO DA JUSTIÇA

Art. 356 - Inutilizar, total ou parcialmente, ou deixar de restituir autos, documento ou objeto de valor probatório, que recebeu na qualidade de advogado ou procurador:
Pena - detenção, de seis a três anos, e multa.

## Leigo pode praticar sonegação de probatório
Importante conceituar, brevemente, as figuras do advogado e do procurador a que se refere o artigo. Assim, Advogado só pode ser o bacharel devidamente inscrito nos quadros da Ordem dos Advogados e Procurador, por sua vez, pode ser, até mesmo uma pessoa leiga, desde que tenha procuração para tratar dos negócios de outrem. (Agnaldo Rogério Pires)

## As vítimas
Incorre como vítima o Estado e o sujeito que sofreu prejuízo. E só ocorre crime quando parte destruída for indispensável como meio de prova. Apenas deixar de devolver autos judiciais, documentos ou objetos no prazo determinado já constitui conduta delituosa, se estiver atuando como procurador ou advogado. 

## Jurisprudência

### Deve haver ato consciente
Deve haver ato consciente de ato ilegal, logo, a caracterização da negligência não satisfaz ao tipo. 

“O crime de retenção de autos, previsto no art. 356, do Código Penal, cuja objetividade jurídica é a Tutela da Administração da Justiça, exige, para sua caracterização, a vontade deliberada e consciente de sonegar ou inutilizar autos, documentos e objetos de valor probante, sendo descabida a acriminação de mera conduta negligente, consubstanciada em atraso ou retardamento na devolução de autos em cartório.”   

### Devolução depois da denúncia não apaga a falta
Para a configuração do delito previsto no art. 356 do Código Penal não basta que o advogado haja retido os autos além do prazo legal; é mister que não restitua o processo após, para isso, intimado e decorrido o respectivo prazo. A devolução realizada depois da denúncia não apaga a falta. Outrossim, a configuração do crime não está condicionada a prévia apuração pela Ordem dos Advogados da falta disciplinar, mormente quando ela for reconhecida pelo juiz do processo sonegado.
Interpretação do art. 356 do CP c/c o art. 196 do CPC.”   

## Obrigação dos Ficais de Renda do Estado do Rio de Janeiro
Decreto 22950/97 | Decreto nº 22.950, de 03 de fevereiro de 1997 do Rio de janeiro  
Art. 1º - Os Ficais de Renda do Estado do Rio de Janeiro, no exercício das atribuições de fiscalização, de lançamento ou de cobrança de tributos e contribuições devidos à Fazenda Estadual, representarão, perante o Secretário de Estado de Fazenda, com cópia para o titular da unidade administrativa em que tenham exercício e para o Superintendente Estadual de Fiscalização, sempre que apurarem fatos que entendam configurar ilícitos penais, particularmente: 
XXI - sonegação de papel ou objeto de valor probatório (art. 356 do Código Penal);

## Obrigação de auditores fiscais
Obrigação de comunicar ao Ministério Público Federal, de crimes de natureza tributária e conexos, relacionados com as atividades de fiscalização e lançamento de tributos e contribuições. 

Decreto 982/93 | Decreto no 982, de 12 de novembro de 1993
Art. 1º Os Auditores-Fiscais do Tesouro Nacional, no exercício das atribuições de fiscalização, de lançamento ou de cobrança de tributos e contribuições devidos à Fazenda Nacional, representarão, perante o Secretário da Receita Federal, com cópia para o titular da unidade administrativa em que tenham exercício e para o Superintendente Regional da Receita Federal, sempre que apurarem ilícitos que entendam configurar:
XXI - sonegação de papel ou objeto de valor probatório (art. 356 do Código Penal); 